# Québec calcetto soccer league
La Québec calcetto soccer league (QCSL) est une ligue de soccer intérieur regroupant les meilleurs joueurs de la grande région métropolitaine de Montréal. En place depuis 1994, elle tient ses activités au Centre SportExpo de Laval. La ligue est constituée d'une vingtaine d'équipes et permet aux joueurs de représenter leur pays d'origine. La Q.C.S.L. n'est pas une ligue professionnelle, cependant, plusieurs joueurs professionnels et semi-professionnels y évoluent durant la saison hivernale.

## Histoire

### Les Débuts
Cette ligue fut créée dans le but de promouvoire et de développer le soccer dans la région du Grand-Montréal. La décision de former des clubs nationaux avait pour visée de réunir les meilleurs joueurs des différentes communautés culturelles et d'ainsi concentrer l'élite au sein d'une ligue cosmopolite et non pas dans des ligues distinct comme par le passé.

### La Consécration
À la suite des efforts des dirigeants de la ligue ainsi que du succès obtenu par cette dernière, la fédération s'est vu attribuer une concession dans la PASL, une ligue de soccer semi-professionnelle ayant plusieurs clubs en Amérique du Nord. La formation avait pour nom Les Xpos de Laval dans laquelle l'élite de la QCSL était aligné. Alors depuis les années 2000, avec plus 100 joueurs professionnels ayant déjà évolué dans ce championnat, la QCSL s'est imposée comme l'une des meilleures ligues semi-professionnelles/amateures en Amérique du Nord.

## Palmarès
| Champions de la Coupe - 1995 : FC Grèce - 1996 : FC Haïti - 1997 : FC Espagne - 1998 : FC Grèce - 1999 : FC Haîti - 2000 : FC Italie - 2001 : FC Canada - 2002 : FC Espagne - 2003 : FC Grèce - 2004 : FC Espagne - 2005 : FC El Salvador - 2006 : FC Canada - 2007 : FC Suède - 2008 : FC Canada - 2009 : FC Canada | Champions de la Ligue - 1995 : FC Italie - 1996 : FC Espagne - 1997 : FC Canada - 1998 : FC Espagne - 1999 : FC Italie - 2000 : FC Maroc - 2001 : FC Portugal - 2002 : FC Grèce - 2003 : FC Grèce - 2004 : FC Serbie-et-Monténégro - 2005 : FC Italie - 2006 : FC El Salvador - 2007 : FC Espagne - 2008 : FC Canada - 2009 : FC Espagne |

## Club de la QCSL en 2009-2010
| Club                  | Pays |
| --------------------- | ---- |
| FC Algérie            |      |
| FC Bosnie-Herzégovine |      |
| FC Canada             |      |
| FC Chilie             |      |
| FC France             |      |
| FC Grèce              |      |
| FC Haïti              |      |
| FC Italie             |      |
| FC Mali               |      |
| FC Maroc              |      |
| FC Mexique            |      |
| FC Portugal           |      |
| FC RD Congo           |      |
| FC Saint-Marin        |      |
| FC Suède              |      |
| FC Suisse             |      |
| FC Trinidad-et-Tobago |      |

## Joueurs professionnels de la ligue
| - Adam Braz - Ali Gerba - André Hainault - Antonio Ribeiro - Andrew Olivieri (en) - Charles Gbeke - Cristian Nuñez (en) - Félix Brillant - Gabriel Gervais - John Limniatis - Patrice Bernier - Olivier Occean | - Patrick Leduc - Patrick Diotte - Rudy Doliscat - Sandro Grande - Rocco Placentino - Pierre-Rudolph Mayard - Tasso Koutsoukos (en) - Sita-Taty Matondo - Marco Rizi (en) - Jason DiTullio - Abraham Francois (en) - Gaspare Borsellino | - Grant Needham - Danny Anderson (en) - Darko Kolic - Bojan Vuckovic - Julio Cesar Amarilla - Josué Mayard - Rachid Madkour - Jawad El Andaloussi - Hicham Oussaid - Aziz Sirbane - Djamal Laraabi - Ricardo Bravo (en) |